# Corso Federico II
Il corso Federico II è una delle strade principali del centro storico dell'Aquila, inclusa nel quarto di Santa Giusta o San Giorgio. Partendo da Piazza Duomo come prolungamento a sud del corso Vittorio Emanuele termina all'incrocio con via XX Settembre e viale Luigi Rendina, continuando sino a Porta Napoli come viale Francesco Crispi.

## Storia
Non si sa di preciso quale fosse la denominazione della strada prima del 1861, quando venne intitolata all'imperatore Federico II di Svevia, il quale, secondo la leggenda, avrebbe fondato la città nel 1254 (ma in realtà il diploma fu del figlio Corrado IV di Svevia); probabilmente era detta "via di Porta Napoli", fatto sta che iniziò a popolarsi di abitazioni nella seconda metà dell'Ottocento. Fotografie storiche dimostrano come questa strada fosse molto diversa dall'aspetto attuale.
Infatti lo stradone in terra battuta era delimitato da abitazioni molto semplici, e qualche palazzo nobiliare; a partire dal 1940 molte di queste abitazioni furono demolite, e la demolizione proseguì sino agli anni '60, per costruire lungo la nuova via palazzi di uffici di rappresentanza, come la seconda sede della Provincia dell'Aquila, l'"Artigiancassa", il palazzo dell'Istituto INPS in stile razionalista, e in direzione della villa comunale il palazzo del Grande Albergo del Parco, mentre dall'altra parte venivano eretti il Cinema-teatro "Massimo" con i portici in stile razionalista, poco più sopra il palazzo con i portici dell'Associazione Invalidi di Guerra.
Il corso Federico II dopo la seconda guerra mondiale è divenuto un camminamento cittadino al pari del corso Vittorio Emanuele per il commercio, e per il passeggio nel centro storico, essendo molto vicino alla villa comunale, e all'incrocio con la centrale via XX Settembre; con il terremoto del 2009 ha visto molti edifici danneggiati, molti dei quali però già ristrutturati completamente. Al 2019 sono ancora inagibili l'ex Cinema Massimo e il palazzo della Banca Nazionale del Lavoro, mentre è stato abbattuto il palazzo angolare con via XX Settembre.

## Costruzioni di interesse
Sul lato occidentale della strada sono presenti una serie di cinque palazzi porticati, interrotti solamente da un blocco edilizio non abbattuto nella riqualificazione novecentesca. Essi sono:
- Palazzo della Banca d'Italia: realizzato nel 1940-42, angolare con piazza Duomo, è in stile monumentalista, con ampie citazioni dello stile neoclassico ottocentesco;
- Palazzo della Prefettura: struttura degli anni '60 in stile moderno;
- Palazzo dell'Associazione Invalidi di Guerra ed ex Cinema teatro Massimo: caratterizzati dallo stile razionalista, con da bassorilievi con scene allegoriche sulla facciata.

Sul lato orientale, invece, solamente due complessi sono stati edificati nel XX secolo, mentre gli altri sono tutti di epoche precedenti. I due palazzi novecenteschi sono:
- Palazzo Istituto "INPS": stato realizzato intorno al 1937 all'incrocio del corso Federico II con via dei Giardini. La struttura ha pianta quadrangolare in stile razionalista e l'intero edificio è coperto da marmi bianchi; il volume angolare sud-occidentale è inclinato di 45° rispetto alle due pareti laterali e, caratterizzato da due statue monumentali, si innalza fino a creare una struttura a torretta. L'ingresso è inquadrato in una semplice cornice provvista di balconata superiore. L'insieme è schematizzato da costoloni, e sta a rappresentare la visione modernista del nuovo stile fascista.
- Grande Albergo del Parco: si trova all'angolo con viale Rendina e affaccia sulla villa comunale, formando quindi lo sbocco sud-orientale del corso. Realizzato negli anni '40, dopo il progetto del 1929, il Grande Albergo sorge su un'area che fino al primo '900 era pressoché vuota (i sorgeva solo la casa Frasca, con un palazzotto di proprietà Vastarini Cresi). L'esproprio delle strutture avvenne nel 1939, con la demolizione degli edifici, e l'inizio della costruzione dell'albergo. Il primo progetto fu affidato nel 1936 all'architetto Gino Franzi di Roma e sottoposto a diverse varianti; seguì nel 1939 il progetto di Bernardino Valentini, che nel 1940 venne approvato nella versione definitiva, la quale determinò l'aspetto attuale dell'edificio. Particolarmente interessante il prospetto sul viale Rendina nel quale si vede, sulla destra, l'ingresso al "Grande Garage Generale"; secondo testimonianze dirette negli anni della seconda guerra mondiale i locali del garage furono usati come sala da ballo. La presenza di un ampio spazio destinato a verde era espressione di una cultura architettonico-urbanistica, molto attenta al verde pubblico. Lo spazio del giardini accanto l'albergo è ancora oggi visibile, soprattutto da via San Michele.